# ヘンリク・ニコライ・クロイヤー

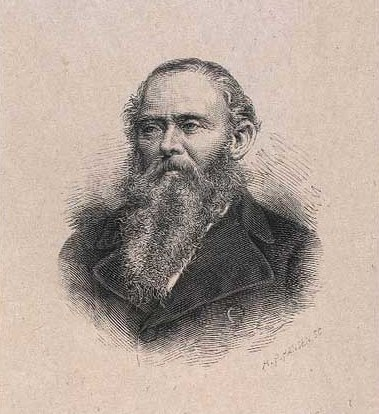
ヘンリク・ニコライ・クロイヤー

ヘンリク・ニコライ・クロイヤー（Henrik Nikolai Krøyer、1799年3月22日 - 1870年11月14日）はデンマークの動物学者である。魚類、甲殻類などの分類学研究で知られる。

## 略歴
コペンハーゲンで生まれた。兄はデンマーク国歌、『麗しき国』の作曲者のハンス・エルンスト・クロイヤー（Hans Ernst Krøyer）である。コペンハーゲン大学で最初、医学を学ぶが、歴史、文学に転じ、何人かの学生とともに、義勇兵として、ギリシャ独立戦争に参加した。デンマークに戻った後、動物学を学んだ。1827年に現在のノルウェーのスタヴァンゲルで教師となった。スタヴァンゲルで結婚し、義理の姉妹の息子を育て、この息子が有名な画家、ペーダー・セヴェリン・クロイヤーである。1830年にコペンハーゲンに戻り、国軍大学やいくつかの学校で博物学を教えた。1834年からデンマークの魚類を研究し、主著の『デンマークの魚類』(Danmarks Fiske)　3巻を執筆した。1847年から1869年までコペンハーゲン自然史博物館の学芸員(inspector)として働いた。1847年に獣医学校の講師として働き、1853年に教授となった。
「自然史ジャーナル」(Naturhistorisk Tidskrift)を創刊した。コペンハーゲン大学の動物学の教授のヤペトゥス・ステーンストロップとは、多くの論争をすることになった。
主な研究分野はデンマークの魚類、甲殻類であったが、西ヨーロッパ、スピッツベルゲン島、ニューファンドランド島の調査も行った。
1840年に、デンマーク科学王立アカデミーのメンバーに選ばれ、1842年にロストック大学からの名誉博士号を受けた。 1862年にドイツの科学アカデミーレオポルディーナの会員に選ばれた。
ハダカイワシ科の魚類の種 Notoscopelus kroyeriなどに献名されている。

## 著作
- Grundtræk til Vejledning ved naturhistorisk Undervisning, 1833
- Naturhistorisk Lærebog for de første Begyndere 1834
- De danske Østersbanker  1837
- Danmarks Fiske, 3 Bände, 1838 bis 1853
- Grundtræk af Zoologien 1838
- Grønlands Amfipoder 1838